# The Videos 86-98
The Videos 86>98 è una raccolta di videoclip del gruppo musicale synth pop britannico Depeche Mode uscita nel 1998. È la controparte visiva del corrispondente Greatest Hits The Singles 86>98, pubblicato nello stesso anno.
È stata pubblicata in VHS e singolo DVD nel 1998 per poi essere ripubblicato in doppio DVD nel 2002, col titolo leggermente modificato in The Videos 86>98 +, con l'aggiunta di ulteriori contenuti: il primo disco contiene i video musicali del gruppo, più la loro intervista e un documentario sulla raccolta; il secondo disco contiene quattro video bonus e tre documentari sugli album pubblicati negli anni novanta.

## Tracce

### VHS/DVD 1 (Video musicali)
1. Intervista ai membri del gruppo
2. Stripped (Black Celebration, febbraio 1986)
3. A Question of Lust (Black Celebration, aprile 1986)
4. A Question of Time (Black Celebration, agosto 1986)
5. Strangelove (Music for the Masses, Aprile 1987)
6. Never Let Me Down Again (Music for the Masses, Agosto 1987)
7. Behind the Wheel (Music for the Masses, dicembre 1987)
8. Little 15 (Music for the Masses, maggio 1987)
9. Everything Counts (Live) (101, Febbraio 1989)
10. Personal Jesus (Violator, Agosto 1989)
11. Enjoy the Silence (Violator, Febbraio 1990)
12. Policy of Truth (Violator, Maggio 1990)
13. World in My Eyes (Violator, settembre 1990)
14. I Feel You (Songs of Faith and Devotion, Febbraio 1993)
15. Walking in My Shoes (Songs of Faith and Devotion, Aprile 1993)
16. Condemnation - da Devotional (Songs of Faith and Devotion, Settembre 1993)
17. In Your Room (Songs of Faith and Devotion, gennaio 1994)
18. Barrel of a Gun (Ultra, Febbraio 1997)
19. It's No Good (Ultra, marzo 1997)
20. Home (Ultra, giugno 1997)
21. Useless (Ultra, ottobre 1997)
22. Only When I Lose Myself (The Singles 86-98, Settembre 1998)
23. Documentario su The Singles 86-98

### DVD 2 (Contenuti Extra)
- Videoclip

1. But Not Tonight (dal film Modern Girls)
2. Strangelove '88 (US Version)
3. One Caress (US Video)
4. Condemnation (Paris Mix)

- Mini-documentari

1. Violator (13/11/90)
2. Songs of Faith and Devotion (27/01/93)
3. Ultra (26/02/97)

- Ester Egg Rush